# زمان گمشده: پسری که بازگشت
زمان گمشده: پسری که بازگشت (انگلیسی: Vanishing Time: A Boy Who Returned؛‏ کره‌ای: 가려진 시간) یک فیلم فانتزی محصول سال ۲۰۱۶ کره جنوبی به کارگردانی اوم ته هوا و با بازی گانگ دونگ وون و شین اون سو است. این فیلم دومین کارگردانی فیلم بلند اوم ته هوا به شمار می‌رود.

## بازیگران

### اصلی
- گانگ دونگ وون در نقش سونگ مین[۸]
  - لی هیو جه در نقش جوانی سونگ مین
- شین اون سو در نقش سو رین[۹]